# Denver Sound
Le Denver Sound est une expression désignant l'ensemble des groupes et artistes issus de la scène de Denver et ses alentours au Colorado aux États-Unis se produisant depuis les années 1990. 

## Caractéristiques
Ce style musical est une fusion des genres country et country alternative, American Gothic, folk, garage rock, americana et gospel,. Ce mouvement est soutenu par le label Alternative Tentacles basé à San Francisco et ainsi que par un producteur local Bob Ferbrache. Les deux principales figures du Denver Sound sont David Eugene Edwards et Jay Munly.

## Groupes et artistes
- David Eugene Edwards (et ses groupes associés : 16 Horsepower, Wovenhand)
- The Denver Gentlemen
- Jay Munly et ses groupes associés : Munly and the Lee Lewis Harlots…
- Slim Cessna's Auto Club
- DeVotchKa
- Tarentella
- Kalamath Brothers
- The Denver Broncos